# Adama Diakhaby
Adama Diakhaby (Ajaccio, 5 luglio 1996) è un calciatore francese, attaccante del FC Politehnica Iași.

## Caratteristiche tecniche
È un'ala sinistra molto veloce e imprevedibile

## Carriera

### Club

#### Rennes
Entrato nel settore giovanile del Rennes nell'estate 2015, disputa una stagione con la squadra riserve. Il 4 luglio 2016 firma il primo contratto professionistico con il club bretone per quattro anni.
Debutta in Ligue 1 nella prima di campionato contro il Nizza, subentrando a Giovanni Sio al 71º minuto. Alla seconda presenza trova il primo gol nel pareggio sul campo del Montpellier. Impiegato prevalentemente nella parte finale dell'incontro, chiude la stagione con un totale di 5 reti all'attivo (4 in campionato e 1 in Coppa di Lega).

#### Monaco
Il 2 agosto 2017 passa ai campioni di Francia del Monaco. Con la squadra del Principato, che ha versato 10 milioni nelle casse del Rennes, firma un contratto quinquennale. Esordisce con la nuova maglia alla seconda di campionato sul campo del Digione, servendo un assist per il colombiano Radamel Falcao. Il 27 agosto segna il primo gol nella goleada rifilata al Olympique Marsiglia. Ritrova la via della rete a gennaio, quando realizza due reti in altrettanti confronti (prima in Coppa di Lega e poi in campionato) al Nizza.

#### Huddersfield Town e Nottingham Forest
Il 20 luglio 2018 è ceduto agli inglesi dell'Huddersfield Town, firmando un contratto di tre anni e opzione per il quarto. Il 21 gennaio 2020 si trasferisce in prestito al Nottingham Forest.

### Nazionale
Il 19 maggio 2017 risponde alla prima convocazione del nuovo ct della Francia Under-21 Sylvain Ripoll per le amichevoli contro i pari età di Albania e Camerun.

## Statistiche

### Presenze e reti nei club
Statistiche aggiornate al 4 marzo 2020.
| Stagione                 | Squadra                  | Campionato               | Campionato | Campionato | Coppe nazionali | Coppe nazionali | Coppe nazionali | Coppe continentali | Coppe continentali | Coppe continentali | Altre coppe | Altre coppe | Altre coppe | Totale | Totale |
| Stagione                 | Squadra                  | Comp                     | Pres       | Reti       | Comp            | Pres            | Reti            | Comp               | Pres               | Reti               | Comp        | Pres        | Reti        | Pres   | Reti   |
| ------------------------ | ------------------------ | ------------------------ | ---------- | ---------- | --------------- | --------------- | --------------- | ------------------ | ------------------ | ------------------ | ----------- | ----------- | ----------- | ------ | ------ |
| 2016-2017                | Rennes                   | L1                       | 25         | 4          | CdF+CdL         | 2+2             | 1+0             | -                  | -                  | -                  | -           | -           | -           | 29     | 5      |
| 2017-2018                | Monaco                   | L1                       | 22         | 2          | CdF+CdL         | 0+3             | 0+1             | UCL                | 5                  | 0                  | -           | -           | -           | 30     | 3      |
| 2018-2019                | Huddersfield Town        | PL                       | 12         | 0          | FACup+CdL       | 1+0             | 0               | -                  | -                  | -                  | -           | -           | -           | 13     | 0      |
| 2019-gen. 2020           | Huddersfield Town        | FLC                      | 18         | 0          | FACup+CdL       | 0               | 0               | -                  | -                  | -                  | -           | -           | -           | 18     | 0      |
| Totale Huddersfield Town | Totale Huddersfield Town | Totale Huddersfield Town | 30         | 0          |                 | 1               | 0               |                    | -                  | -                  |             | -           | -           | 31     | 0      |
| gen.-giu. 2020           | Nottingham Forest        | FLC                      | 8          | 0          | FACup+CdL       | -               | -               | -                  | -                  | -                  | -           | -           | -           | 8      | 0      |
| Totale carriera          | Totale carriera          | Totale carriera          | 85         | 6          |                 | 8               | 2               |                    | 5                  | 0                  |             | -           | -           | 98     | 8      |

### Cronologia presenze e reti in nazionale
| Cronologia completa delle presenze e delle reti in nazionale ― Francia under 21 | Cronologia completa delle presenze e delle reti in nazionale ― Francia under 21 | Cronologia completa delle presenze e delle reti in nazionale ― Francia under 21 | Cronologia completa delle presenze e delle reti in nazionale ― Francia under 21 | Cronologia completa delle presenze e delle reti in nazionale ― Francia under 21 | Cronologia completa delle presenze e delle reti in nazionale ― Francia under 21 | Cronologia completa delle presenze e delle reti in nazionale ― Francia under 21 | Cronologia completa delle presenze e delle reti in nazionale ― Francia under 21 |
| Data                                                                            | Città                                                                           | In casa                                                                         | Risultato                                                                       | Ospiti                                                                          | Competizione                                                                    | Reti                                                                            | Note                                                                            |
| ------------------------------------------------------------------------------- | ------------------------------------------------------------------------------- | ------------------------------------------------------------------------------- | ------------------------------------------------------------------------------- | ------------------------------------------------------------------------------- | ------------------------------------------------------------------------------- | ------------------------------------------------------------------------------- | ------------------------------------------------------------------------------- |
| 5-6-2017                                                                        | Tirana                                                                          | Albania under 21                                                                | 0 – 3                                                                           | Francia under 21                                                                | Amichevole                                                                      | 0                                                                               | 75’                                                                             |
| 5-9-2017                                                                        | Le Mans                                                                         | Francia under 21                                                                | 4 – 1                                                                           | Kazakistan under 21                                                             | Qual. Europeo Under-21 2019                                                     | 0                                                                               | 57’                                                                             |
| Totale                                                                          |                                                                                 | Presenze                                                                        | 2                                                                               |                                                                                 | Reti                                                                            | 0                                                                               |                                                                                 |

## Palmarès

### Club

#### Competizioni nazionali
- Campionato azero: 2

Qarabağ: 2022-2023, 2023-2024